# 1901
Évszázadok: 19. század – 20. század – 21. század
Évtizedek: 1850-es évek – 1860-as évek – 1870-es évek – 1880-as évek – 1890-es évek – 1900-as évek – 1910-es évek – 1920-as évek – 1930-as évek – 1940-es évek – 1950-es évek
Évek: 1896 – 1897 – 1898 – 1899 –  1900 – 1901 – 1902 – 1903 – 1904 – 1905 – 1906
Az 1901-es év a 20. század első éve és az 1900-as évek második éve volt.

## Események

### Határozott dátumú események
- január 1. – Ausztrál Nemzetközösségnek (Commonwealth of Australia) kikiáltása.
- január 22. – Meghal Viktória brit királynő 63 év és 7 hónap uralkodás után, VII. Eduárd követi a trónon.[1]
- február 16. – Orosz–kínai szerződés orosz csapatok állomásozásáról Mandzsúriában.[2]
- március 31. – A német Daimler cég bemutatja új autómodelljét Nizzában, melyet a megrendelő – Emil Jellinek – lányáról Mercedesnek neveznek el.
- április 19. – Új alkotmány Szerbiában. (Kétkamarás parlamentet vezetnek be, az alkotmány bizonyos tekintetben liberálisabb, mint az előző, de a királynak nagyobb hatalmat ad.)[3]
- július 22.
  - A Lordok háza elfogadja a szakszervezetek ellen irányuló ún. Taff Vale-i törvényt.
  - Horthy Miklós Aradon feleségül veszi az Arad megyei földbirtokos és országgyűlési képviselő Purgly János és Vásárhelyi Ilona leányát, Purgly Magdolnát. (A fiatal pár Semmeringre megy nászútra, majd Pólában telepszik le. A házasságból 4 gyermek születik.)[4]
- augusztus 28. – Szalima Masamba mohéli királynő a Franciaországhoz tartozó Réunion szigetén morganatikus házasságot köt Camille Paule francia csendőrrel.
- szeptember 14. – William McKinley amerikai elnököt meggyilkolják, utóda Theodore Roosevelt.
- szeptember 25. – Nagy-Britannia hosszú harcok után Aranypart néven gyarmattá nyilvánítja a volt Asanti királyságot.

### Határozatlan dátumú események
- az év folyamán –
  - Wrześniában (Wreschen) az iskolás gyerekek sztrájkot robbantanak ki, tiltakozásul az elemi iskolák germanizálása, illetve a lengyel nyelv vallásoktatásban történt betiltása ellen.[5]
  - Lengyel diákok poroszellenes sztrájkja Poznań.[5]
  - A washingtoni vezetés rákényszeríti Kubára a Platt-féle alkotmánykiegészítést. (Ez 1934-ig jogot biztosított az Egyesült Államoknak a kubai belügyekbe való beavatkozásra.)[6]
  - A Szent Szinódus kiátkozza Lev Tolsztojt.[7]

## Az év témái

### 1901 a filmművészetben
- április 30. – Az Uránia Magyar Tudományos Színházban bemutatják az első magyar mozgófilmet, a Zsitkovszky Béla rendezte A táncz-ot.[8]
- május 1. – A Tisza mozi helyén megnyílik a Velence Kávéház „Amerikából most érkezett képekkel”, ahogy a hirdetésszöveg reklámozza, képnek nevezve a filmet.
- Georges Méliès a Gumifejű ember című filmjében először alkalmaz fártot, azaz sínen mozgó felvevőgépet.

### 1901 az irodalomban
- Megjelenik Budapesten Gárdonyi Géza Egri csillagok című regénye
- Bemutatják Stanisław Wyspiański – a lengyel színház megújítójának – „Menyegző” című drámáját.[5]

### 1901 a sportban
- január 19. Megalakul a Magyar Labdarúgó-szövetség.[9]
- április 11. – A magyar labdarúgó-válogatott megmérkőzik Budapesten az angol klubcsapattal, a Richmond AFC-vel. Az eredmény 0–4.

### 1901 a tudományban
- november 15. – Miller Reese szabadalmaztatja az elektromos hallókészüléket.
- Első ízben ítéli oda a Svéd Tudományos Akadémia a Nobel-díjakat.
- Ivan Petrovics Pavlov megkezdi kísérleteit a feltételes reflexszel kapcsolatban.

### 1901 a zenében
- március 31. – A prágai Nemzeti Színházban bemutatják Antonín Dvořák Ruszalka című operáját.[10]
- október 15. – Önálló koncertet ad az év februárjában megalakult Cseh Filharmónia Zenekara.[10]

## Születések
- január 6. – Borsos József építőmérnök, egyetemi tanár, a műszaki tudományok doktora († 1981)
- január 24. – Florica Bagdasar román gyermekorvos, egészségügyi miniszter († 1978)
- január 30. – Rudolf Caracciola német autóversenyző († 1959)
- február 6. – Csűrös Zoltán vegyészmérnök, az MTA tagja († 1979)
- február 6. – Ordass Lajos evangélikus püspök († 1978)
- február 19. – Vértesy József, olimpiai bajnok vízilabdázó († 1983)
- február 22. – Orgonista Olga, Európa-bajnok műkorcsolyázó († 1978)
- február 28. – Vadász Endre magyar festőművész, grafikus († 1944)
- március 23. – Esterházy Pál herceg a művészet és tudomány támogatója († 1989)
- március 27. – Szató Eiszaku Nobel-békedíjas japán politikus, pénzügyminiszter, 1964. november 9-e és 1972. július 7-e között Japán leghosszabb ideig kormányon lévő miniszterelnöke, később a Nemzetközi Karate Szervezet elnöke (* 1975)
- április 7. – Mednyánszky Mária, tizennyolcszoros világbajnok asztaliteniszező († 1978)
- április 10. – Consuelo Suncín Sandoval Zeceña, salvadori művésznő, Antoine de Saint-Exupéry felesége († 1979)
- április 11. – Árkay Bertalan, magyar építész († 1971)
- április 17. – Adler Zsigmond, magyar ökölvívó, edző († 1982)
- április 18. – Németh László, Kossuth-díjas magyar író († 1975)
- április 22. – Mühl Henrik magyarországi német orvos, nemzetiségi politikus, országgyűlési képviselő († 1965k.)
- április 29. – Hirohito, japán császár († 1989)
- május 1. – Szerb Antal magyar író, irodalomtörténész († 1945)
- május 7. – Gary Cooper kétszeres Oscar-díjas amerikai színész († 1961)
- május 8. – Székely Mihály Kossuth-díjas magyar operaénekes († 1963)
- május 13. – Witold Pilecki, az egyetlen ismert fogoly, aki önként vállalta az auschwitzi fogságot, a lengyel ellenállás kiemelkedő alakja († 1948)
- május 28. – Zelcsényi Géza magyar földmérő mérnök, feltaláló, informatikus († 1974)
- június 12. – Oetl-Pálffy Dénes magyar gyáros, országgyűlési képviselő († 1966)
- június 18. – Anasztaszija Nyikolajevna Romanova orosz nagyhercegnő († 1918)
- június 20. – Edward Cullen a Twilight saga vámpírja, kitalált személy
- június 25. – Kéri Kálmán vezérezredes, politikus († 1994)
- június 28. – Domokos Pál Péter, etnográfus († 1992)
- július 1. – Ignotus Pál, publicista, író, szerkesztő († 1978)
- július 4. –  Halász Gábor Baumgarten-díjas magyar író, kritikus, irodalomtörténész († 1945)
- július 13. – Basch Ferenc Antal, a magyarországi Volksbund vezetője († 1946)
- július 29. – Környey István orvos, ideggyógyász, a magyarországi idegsebészet egyik úttörő alakja († 1988)
- augusztus 4. – Louis Armstrong, jazz-zenész († 1971)
- augusztus 8. – Ernest Lawrence, amerikai Nobel-díjas fizikus († 1958)
- augusztus 18. – Kolosváry Gábor zoológus, entomológus, hidrobiológus, paleontológus, az MTA tagja († 1968)
- szeptember 6. – Bilicsi Tivadar, magyar színész († 1981)
- szeptember 14. – Andrej Andrejevics Vlaszov, a Vörös Hadsereg tábornoka, aki a németekhez csatlakozott a II. világháborúban († 1946)
- szeptember 22.
  - Csuka Zoltán, vajdasági magyar költő, műfordító († 1984)
  - Szabó Gyula jogász, cserkésztiszt, magyarországi országgyűlési képviselő († 1982)
- szeptember 23.
  - Jaroslav Seifert, irodalmi Nobel-díjas cseh író, költő († 1986)
  - Szabó Károly gazdálkodó, gőzmalom-tulajdonos, országgyűlési képviselő († ?)
  - Nikolits Mihály magyar köztisztviselő, 1938–1945 között pécsi, 1943–1945 között Baranya vármegyei főispán, mozgósítási kormánybiztos († 1992)
- szeptember 28. – Krancz Rajmund magyar nőgyógyász és szülész szakorvos, nyilaspárti országgyűlési képviselő († 1974)
- szeptember 29. – Enrico Fermi olasz fizikus, aki a béta-bomlással kapcsolatos munkája, az első nukleáris reaktor kifejlesztése, és a kvantumelmélet fejlesztése kapcsán ismert († 1954)
- október 16. – Kutasy Viktor magyar erdőmérnök († 1974)
- október 21. – Gerhard von Rad német evangélikus teológus († 1971)
- október 24. – Zygmunt Puławski, lengyel mérnök, repülőgéptervező († 1931)
- október 31. – Dallos Sándor, író († 1964)
- november 1. – Ács Tivadar, történész, újságíró († 1974)
- november 3. – André Malraux, francia író, kalandor, politikus, miniszter († 1976)
- november 3. – III. Lipót, Belgium negyedik királya († 1983)
- november 8. – Gheorghe Gheorghiu-Dej, román kommunista politikus, pártfőtitkár, államfő († 1965)
- november 11. – Richard Lindner, német-amerikai festő († 1978)
- november 11. – Rajeczky Benjamin, Kossuth- és Erkel Ferenc-díjas magyar zenetörténész, népzenekutató († 1989)
- november 18. – George Gallup, amerikai statisztikus, a közvélemény-kutatás úttörője († 1984)
- november 19. – Horváth Imre, kommunista politikus, külügyminiszter († 1958)
- november 25. – Serly Tibor, zeneszerző († 1978)
- november 25. – Arthur Liebehenschel az auschwitzi és majdaneki haláltáborok parancsnoka volt a II. világháborúban († 1948)
- november 28. – Kurzmayer Károly osztrák operatőr, rendező († 1972)
- december 5. – Walt Disney, amerikai grafikus, rajzfilmrendező († 1966)
- december 5. – Werner Heisenberg, Nobel-díjas német fizikus, a kvantummechanika egyik megalapítója († 1976)
- december 9. – Ödön von Horváth, osztrák drámaíró, elbeszélő († 1938)
- december 17. – Marlene Dietrich, német színésznő († 1992)
- december 24. – Sándor Böske magyar színésznő († 1992)

## Halálozások

### Január
- január 7. – Lukács Béla, politikus (* 1847)
- január 9. – Santos Acosta(wd) kolumbiai katonatiszt, politikus, elnök (* 1827)
- január 14. – Víctor Balaguer i Cirera(wd) katalán író, újságíró, politikus (* 1824)
- január 16.
  - Arnold Böcklin, svájci festő, grafikus (* 1827)
  - Hiram Rhodes Revels amerikai szenátor (Mississippi, 1870–1871) (* 1825)
- január 22. – Viktória brit királynő (* 1819)
- január 27. – Giuseppe Verdi, olasz zeneszerző (* 1813)

### Február
- február 12. – Jekelfalussy József statisztikus, közgazdász, az MTA tagja (* 1849)
- február 18. – Égide Walschaerts(wd) belga gépészmérnök, feltaláló (* 1820)
- február 22. – George Francis FitzGerald ír fizikus (* 1851)

### Március
- március 4. – Csernátony Lajos, újságíró, politikus (* 1823)
- március 13. – Benjamin Harrison, amerikai politikus, elnök (1889–1893) (* 1833)
- március 20. – Fodor József, orvos (* 1843)
- március 24. – Charlotte Mary Yonge(wd) angol író (* 1823)

### Április
- április 8. – Oreste Baratieri(wd) | olasz katonatiszt és politikus (* 1841)
- április 10. – Kresz Géza, orvos (* 1846)
- április 15. – Juan Manuel Blanes(wd) uruguayi festő (* 1830)

### Május
- május 5. – Mariano Ignacio Prado(wd) perui politikus, köztársasági elnök (* 1825)
- május 16. – Gustave Lefrançais(wd) francia anarchista forradalmár, a Párizsi Kommün egyik vezetője (* 1826)
- május 19.
  - Ada Christen(wd) osztrák író (* 1839)
  - Victor D'Hondt(wd) belga jogász és matematikus (* 1841)

### Június
- június 13.
- Leopoldo Alas(wd) spanyol író (* 1852)
- Truman Henry Safford(wd) amerikai csillagász, matematikus (* 1836)

### Július
- július 4. – Johannes Schmidt(wd) német nyelvész (* 1843)
- július 12. – Federico Errázuriz Echaurren(wd) chilei politikus, köztársasági elnök (* 1850)
- július 13. – Marcos Morínigo(wd) paraguayi politikus, elnök (* 1848)
- július 19. – Eleanor Anne Ormerod(wd) brit entomológus (* 1828)
- július 28. – Paul Alexis(wd) francia író (* 1847)
- július 30. – Szilágyi Dezső jogász, politikus, az MTA tagja (* 1840)

### Augusztus
- augusztus 13. – Domenico Morelli(wd), olasz festő és politikus (* 1823)
- augusztus 17. – Edmond Audran(wd) francia zeneszerző (* 1840)

### Szeptember
- szeptember 9. – Henri de Toulouse-Lautrec francia festőművész (* 1864)
- szeptember 10. – Emanuella Carlbeck(wd) svéd gyógypedagógus (* 1829)
- szeptember 14. – William McKinley az Amerikai Egyesült Államok 25. elnöke, merénylet következtében hal meg (* 1843)

### November
- november 7. – Johann Oberth magyar evangélikus lelkész (* 1823)
- november 9. – Charles Chipiez(wd) francia építész, történész, egyiptológus (* 1835)
- november 15. – Jóan Petur Gregoriussen(wd) feröeri költő, író (* 1845)
- november 29. – Francisco Pi y Margall(wd) spanyol író, politikus, miniszterelnök (* 1824)

### December
- december 12. – Székács Ferenc bíró, jogi szakíró (* 1844)
- december 22. – Tamerlan Thorell(wd) svéd arachnológus (* 1830)

## Nobel-díjasok
- A Nobel-díjat a svéd Alfred Nobel alapította, 1901 óta adják át, melyet a Svéd Királyi Tudományos Akadémia ítél oda a tudomány, az irodalom és humanitárius területen kimagasló eredményt elért magánszemélyeknek, illetve intézményeknek.

| Fizikai            | Wilhelm Conrad Röntgen            |
| Kémiai             | Jacobus Henricus van ’t Hoff      |
| Orvosi-fiziológiai | Emil Adolf von Behring            |
| Irodalmi           | Sully Prudhomme                   |
| Béke               | Jean-Henri Dunant, Frédéric Passy |